# Hôtel de Chanaleilles
El hotel de Chanaleilles es un hôtel particulier ubicado en París en Francia, que llevó el nombre de las diferentes familias que la poseyeron sucesivamente. : el marqués de Barbençon, los príncipes de Chimay y los condes de Naléche. Se encuentra en el número 2 de la rue de Chanaleilles, en la esquina de rue Vaneau, en el 7 distrito de París. En el siglo XVIII, la entrada estaba en la rue de Babylone y los jardines se extendieron hasta el boulevard des Invalides.
Las fachadas y cubiertas, salvo el ala moderna que da a los jardines, las carpinterías antiguas y los estucos de la galería, los suelos de madera de las islas y del jardín fueron inscritos en el inventario complementario de monumentos históricos por orden del 17 de agosto de 1945}.

## Historia

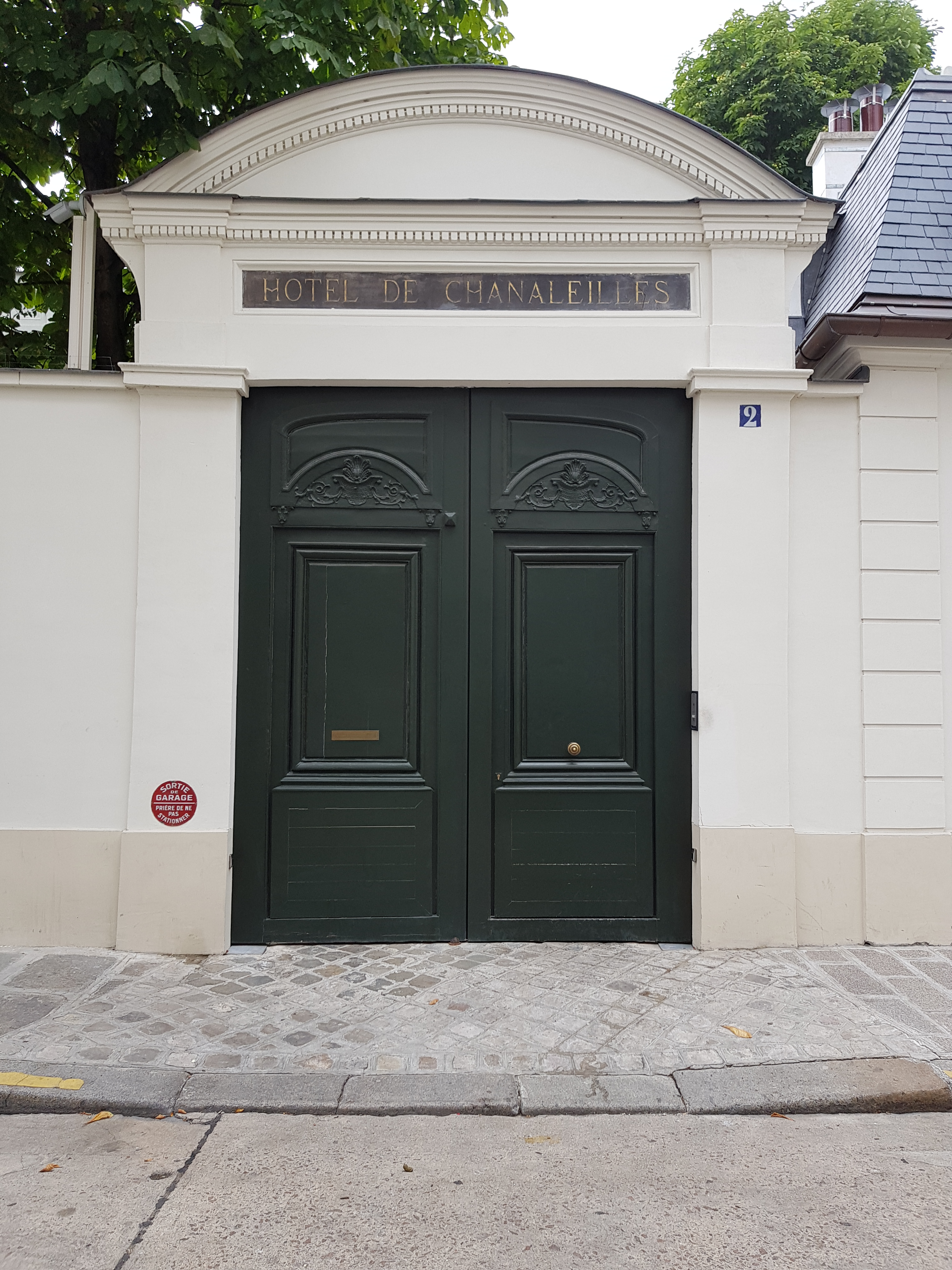
Puerta.

Esta antiguo capricho (arquitectura), que habría albergado los amores del duque de Maine, fue construida hacia 1770 por un marqués de Barbançon, probablemente Auguste Jean-Louis Antoine du Prat de Barbençon. Es una construcción baja y alargada cuyos jardines alguna vez se extendieron hasta la rue de Babylone y el boulevard des Invalides, que fue modificado en los últimos años del reinado de Luis XVI. Su distribución y decoración interior se modificaron posteriormente en gran medida. Fue vendido como propiedad nacional durante la Revolución, luego puesto en una lotería, ganado por una anciana de provincias. La propiedad fue vendida a Paul Barras, quien también fue el ex-amante de Mme Tallien, nacida Thérésia de Cabarrus, Princesa de Chimay, antigua madame de Tallien ), de quien en 1799 el financiero Gabriel-Julien Ouvrard lo habría adquirido para ofrecérselo a Madame Tallien de quien estaba enamorado y quien le dio varios hijos -.

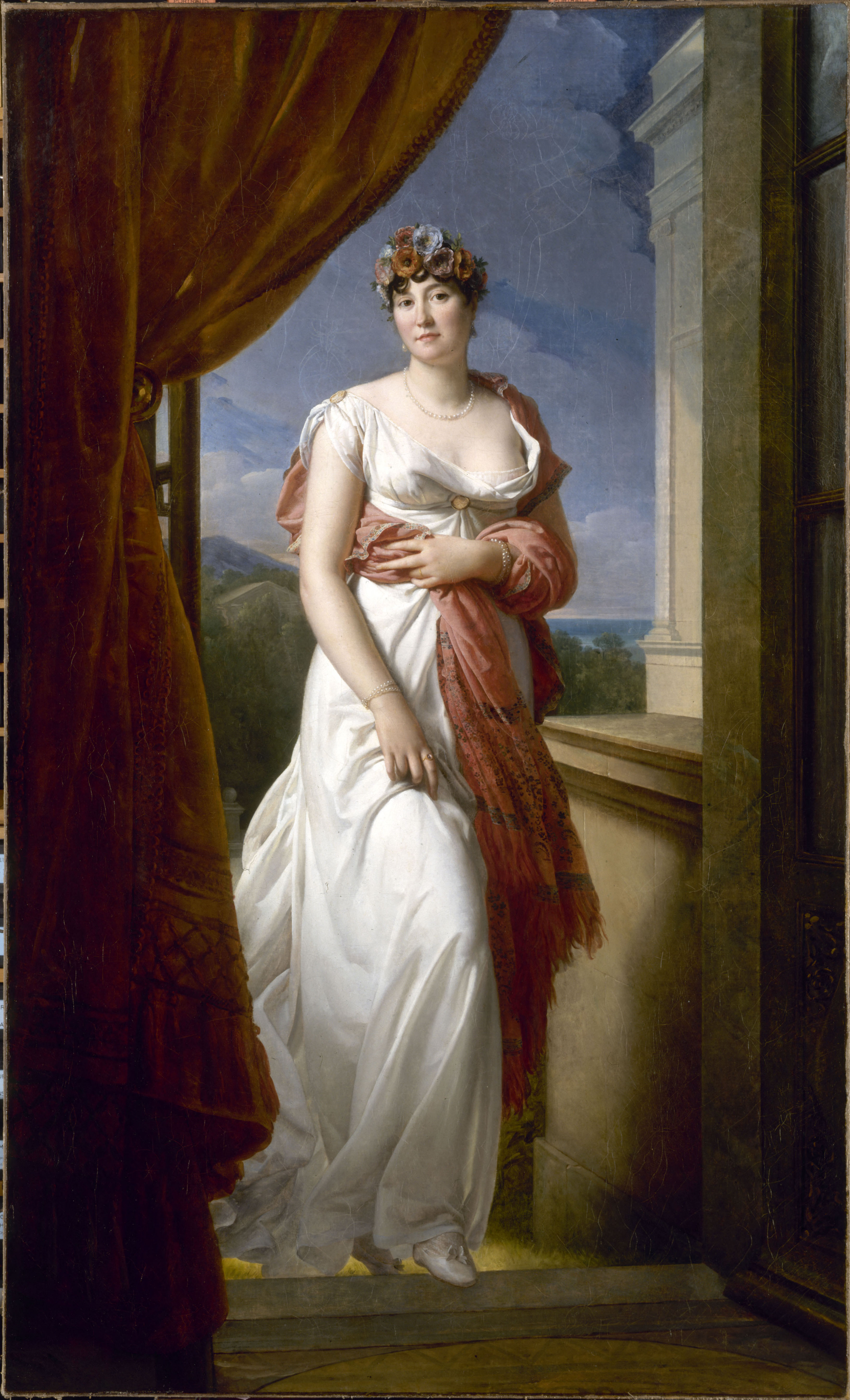
François Gérard, Retrato de M Tallien (1804), Palacio de Versalles.

Ella recibió aquí hasta 80 personas.
En 1840 pasó a ser propiedad del marqués de Chanaleilles, cuyo nombre mantuvo. Sosthène de Chanaleilles vivía allí con sus padres cuando fue bautizado en 1844 .
El ala moderna que da a los jardines fue construida en la década de 1960 para el armador Stavros Niarchos (1909-1969), quien se convirtió en propietario del hotel en 1956 y lo hizo restaurar.

## Descripción
Era un edificio de una sola planta, hecho para recepciones. La entrada se hizo entonces al frente, hoy por el lado por una pequeña habitación en semi-rotonda sirviendo de vestíbulo que da sobre el gabinete de antigüedades. Ya no es el que conocía Madame Tallien. Hoy el piso de esta sala fue decorado por Emilio Terry (1890-1969), con un rosetón en marquetería de mármol de diferentes colores. Al fondo el gabinete de antigüedades. La sala está decorada por Emilio Terry con columnas de ébano con capiteles de bronce cuya base es de caoba y una cornisa de la misma especie.
El ala izquierda que se agregó más tarde fue destruida y luego reconstruida un poco más alta en 20 cm, para permitir la instalación de la carpintería de Stavros Niarchos.
Descansa sobre un basamento que fue tapiado durante el levantamiento del barrio tras las inundaciones de 1907.

### Salón blanco
Los artesonados son de la época del Directorio, fueron repintados y sus dorados revividos durante la obra de 1956, tiene una chimenea de mármol blanco de la época de Madame Tallien. Las ventanas se abren a un parterre que ha ocupado el lugar de la antigua corte inglesa.
De grandes dimensiones, está decorado con bonitos bajorrelieves, una cama de ébano, de un estilo diferente y más severo que el de Madame Récamier, rematada por un baldaquín muy amplio y muy alto en forma de tienda redonda, sostenido por el pico de un pelícano dorado. Las cortinas son de raso blanco y carmesí, adornadas con flecos dorados y caen en grandes pliegues hasta el suelo, dice un contemporáneo.

### Gran galería amarilla
Es un peristilo columnado.
Madame Tallien la había cerrado con sus seis ventanas francesas que daban al jardín. Tenía un espléndido piso de parquet de marquetería de roble, caoba, palisandro, sicomoro y amaranto. A la izquierda, las ventanas francesas se abren a los jardines y, a la derecha, a la hilera de salones: despacho de caballero, boudoir blanco, gran salón rojo que ha conservado sus columnas corintias y su techo dorado. En la parte inferior, remata con un salón donde el propietario expone en ventanales transformados en vitrinas las más bellas piezas de su colección Puiforcat, cedida íntegramente al Museo del Louvre con el usufructo de unas pocas piezas. Todas las construcciones tienen forma de T, este último salón inicia la barra de esta T. En el ala derecha se encuentran dos comedores, el de los niños, y el de los padres que ocupan un extremo del ala transversal con revestimientos y suelos de parquet en marquetería clasificados como monumentos históricos así como las partes antiguas de los edificios. En el ala izquierda, un tocador con artesonado blanco adornado con tres tonos de oro procedente de un armario del Palais Paar de Viena en el que María Antonieta se casó por poder en Viena. A continuación el gran salón denominado Lacas, en el que se colocó la gran carpintería Régence en laca china, de 4,85 m de altura. Arriba, los dormitorios de los niños.

### Patio de entrada y jardín francés
Excavados en su nivel original, se encuentran un metro ochenta por debajo de la calle. Todos los muros que rodean el jardín están enrejados en verde.

### Sótano
Encontrado el día por la supresión de la corte inglesa, se encuentran allí los servicios El cuarto de baño circular en el sótano habilitado (después de 1799 ) para la Sra. Tallien es uno de los más antiguos de París  . Es una pieza circular, de tamaño pequeño. El baño-piscina es de mármol negro, colocado en una alcoba con fondo de espejo. El zócalo de estuco está decorado con carpas doradas nadando, el techo está pintado con escamas de pescado, con un gran rosetón de mármol claro en el suelo, bordeado por un friso. En las puertas romboidales, siendo la de la izquierda calada para permitir la calefacción de la estancia.

## Apéndices